# Кишвери
Кишвери (азерб. Kişvəri; гг. рождения и смерти неизвестны) — поэт XV—XVI веков, считается одним из ведущих поэтов азербайджанской литературы того времени. Его стихи сыграли значительную роль в развитии азербайджанского литературного языка.
Нематулла Кишвари родился в Салмасе, однако его биография малоизвестна. Часть своей жизни он провел при дворе правителя Ак-Коюнлу Ягуб-бека в Тебризе, где находился в окружении других выдающихся поэтов. Однако он покинул двор, поскольку его неоднократно просили писать хвалебные оды Ягуб-беку. После этого Кишвари переехал в Самарканд, чтобы жить с тимуридским поэтом Алишером Навои, которого он называл своим учителем в стихах. После смерти Ягуб-бека в 1490 году Кишвари вернулся в Тебриз, но столкнулся с финансовыми трудностями. В последние годы своей жизни он посвятил хвалебные оды Исмаилу I из династии Сефевидов и умер в Тебризе спустя несколько лет после возвращения.
Единственное сохранившееся произведение Кишвари — диван (сборник стихов), написанный преимущественно на азербайджанском языке с включением некоторых стихов на персидском. Основной темой его поэзии была любовь, и его творчество находилось под сильным влиянием Алишера Навои и азербайджанского поэта XIV—XV веков Насими.

## Биография
О жизни Нематуллы Кишвари известно немного, включая точную дату его рождения. Большая часть информации о поэте извлечена из его стихов. Он родился в Салмасе, и его поэзия предполагает, что он жил в конце XV — начале XVI века. Его имя было Нематулла, а фамилией, использовавшейся в стихах, было «Кишвари». Впервые его поэзия была представлена общественности турецким литературным историком Исмаилом Хикметом Эртайланом в 1928 году, а в 1946 году был обнаружен его единственный известный труд — диван.
В какой-то момент жизни Кишвари переехал в Тебриз, где проживал при дворе правителя Ак-Коюнлу Султан Ягуба (правил в 1478—1490 годах). Поэзия Кишвери, писавшего на родном азербайджанском языке, далека от религиозной тематики и отличается простотой языка, богатством изобразительных средств. Здесь он был в окружении других азербайджанских поэтов, таких как Ахмади Тебризи, Хатаи Тебризи и Хабиби, с которыми он дружил. Однако со временем поэт покинул двор, так как его постоянно принуждали писать касыды (хвалебные оды) для Султана Ягуба. После этого Кишвари переехал в Самарканд, где жил с тимуридским поэтом Алишером Навои, которого называл своим учителем в стихах. После смерти Ягуб-бека в 1490 году Кишвари вернулся в Тебриз из-за преклонного возраста и сложностей жизни за границей. Его стихи показывают, что после возвращения он испытывал финансовые трудности и с тоской вспоминал «старые времена».
Его последние годы совпали с правлением Исмаила I (правил в 1501—1524 годах), основателя династии Сефевидов. Кишвари посвятил Исмаилу I один газель (лирическое стихотворение о любви) и одну рубаи (четырёхстрочное стихотворение). Поэт скончался в Тебризе спустя несколько лет, однако точный год его смерти остается неизвестным.

## Поэзия
Рукопись дивана Кишвари
Единственное известное произведение Кишвари — диван под названием «Kişvarī Dīvānı» («Диван Кишвари»). В основном написанный на азербайджанском языке, этот сборник также включает несколько стихов на персидском и содержит различные поэтические формы, такие как 799 газелей, 42 рубаи, три тарджибанда (стихотворения с повторяющимися строфами) и несколько кит’а (однообразно рифмованные стихи). В своем произведении Кишвари часто создавал новые слова, добавляя тюркские суффиксы к персидским или арабским словам или прибавляя персидские суффиксы к тюркским словам. Во многих стихах он воспевает чиновников и их семьи из стран, где он жил, включая Султан Ягуба, его мать Сельчук-шах Бегюм, кузенов Ягуб-бека и правителя Сефевидов Исмаила I. Основной темой его поэзии является любовь, хотя встречаются и мистические стихи. Природа и красота любви также являются основными темами его газелей.
Известны шесть экземпляров дивана, которые находятся в Бурсе и Стамбуле (Турция), Баку (Азербайджан), Самарканде и Ташкенте (Узбекистан) и Тегеране (Иран). Копии в Бурсе и Тегеране впервые были исследованы специалистом по тюркской литературе Жале Демирджи в 1994 году. Бакинский экземпляр, датируемый 1690 годом, почти идентичен ташкентскому и самаркандскому экземплярам, поскольку последние были сделаны с бакинской копии. Турецкий литературовед Умран Ай Сай отмечает, что диван не следует традиционному порядку стихотворных форм, но газели расположены в алфавитном порядке. Основная стихотворная форма в диване — бейты (двустишие, разделенное на две равные части длиной от 16 до 32 слогов), а основным жанром является газель.
Поэзия Кишвари находилась под значительным влиянием Алишера Навои, а также азербайджанского поэта XIV—XV веков Насими. Умран Ай Сай утверждает, что «обилие назиров» (стихов, написанных в стиле произведений другого поэта), посвящённых Навои, «ясно демонстрирует влияние Навои на литературную личность Кишвари». Демирджи считает, что Кишвари был одним из двух азербайджанских поэтов, на которых Навои оказал наибольшее влияние; вторым был поэт XVI века Физули. По мнению Демирджи, стихи Кишвари выражают его восхищение величием и влиянием Навои, а также его стремление служить ему. Влияние Навои также заметно в языке стихов Кишвари, который демонстрирует сильное влияние чагатайского языка — литературного тюркского языка, широко распространенного в Центральной Азии, величайшим представителем которого был Навои. Это влияние чагатайского языка проявляется в лексике, фонетике и морфологии дивана. Влияние народной литературы также видно в лирических стихах Кишвари, которые включают многочисленные слова и фразы из тюркской разговорной речи и различных региональных диалектов.
Турецкий исследователь Мухаррем Касымлы отмечает, что стихи Кишвари отражают его глубокое понимание как тюркской, так и исламской культур. Демирджи характеризует поэзию Кишвари как «текучую, простую и искреннюю», а Аразлы выделяет её «простотой языка» и «богатством выразительных средств». Азербайджанский исследователь Роза Эйвазова считает стихи Кишвари «очень художественными и интересными». Она описывает его стихи как яркие и полные жизни, отмечая их «простоту языка, ясность мысли, искренность и текучесть».

## Наследие
Поэзия Кишвари сыграла значительную роль в развитии азербайджанского литературного языка в период его становления в XV—XVI веках. Он считается одним из самых выдающихся представителей азербайджанской литературы того времени. Роза Эйвазова считает его поэзию «одним из самых ценных источников» для эволюции азербайджанского литературного языка и краеугольным камнем в формировании исторической грамматики языка. Она также отмечает, что его диван имеет особое значение для историко-сравнительного изучения тюркских языков благодаря разнообразию тюркских форм, использованных в нём.
Поэзия Кишвари оказала влияние на последующие поколения азербайджанских поэтов. Он считается представителем переходного периода между эпохами Насими и Физули — двух поэтов, признанных величайшими в азербайджанской литературе. По мнению Демирджи, существование копий произведений Кишвари, распространённых от Турции до Центральной Азии, свидетельствует о широкой популярности его поэзии.